# Matheus Fagundes
Matheus Fagundes (São Paulo, 23 de junho de 1997) é um ator brasileiro. 

## Biografia
Depois de fazer um workshop de interpretação com Beto Silveira, em 2011, e fazer preparação para cinema com Márcio Mehiel, no Ateliê de Artes e Ofícios, a partir de 2012, já conta com o Prêmio de Melhor Ator, que recebeu aos 17 anos, no Festival de Cinema do Rio de Janeiro, pelo filme "Ausência", de Chico Teixeira, que lhe rende também o Prêmio de Melhor Ator no Fest Aruanda do Áudio Visual Brasileiro.
No cinema, sua carreira profissional começa aos 11 anos, quando fez o protagonista Carlos, no curta "Bicho", de Vitor Brandt. Em 2008 atua em seu segundo curta, o "Ernesto no País do Futebol", de André Queiroz e Thais Bologna. Em 2013, além do filme "Ausência", também atua no longa-metragem de Fernando Grostein Andrade, chamado "Na Quebrada". 
Em 2014, participa de três projetos diferentes. Um deles foi o curta-metragem "Ao Redor da Mesa", de Cauê Nunes, a minissérie da HBO "O Homem da Sua Vida", sob direção de Daniel Resende e Pedro Amorim. Em 2015 surge o primeiro trabalho em TV aberta, o ator faz parte do elenco da minissérie Felizes para Sempre?, na Rede Globo.
Em 2016 integra o elenco de A Lei do Amor, interpretando Edu, filho mais novo de Helô (Cláudia Abreu) e Tião (José Mayer) na segunda fase da novela.
Em 2018, buscando novos desafios, assina contrato com o SBT, onde integra o elenco da novela infanto-juvenil As Aventuras de Poliana, interpretando o protagonista Marcelo Pessoa em flashbacks da novela. Logo em seguida se transfere para a RecordTV onde integra o elenco de Jesus nova superprodução da emissora, interpretando o apóstolo Filipe.

## Filmografia

### Televisão
| Ano  | Título                  | Personagem                    | Notas                                                      |
| ---- | ----------------------- | ----------------------------- | ---------------------------------------------------------- |
| 2014 | O Homem da Sua Vida     | Fernando                      |                                                            |
| 2015 | Felizes para Sempre?    | Hugo Drummond Júnior (Júnior) |                                                            |
| 2016 | A Lei do Amor           | Eduardo Martins Bezerra (Edu) | [ 4 ] [ 5 ]                                                |
| 2018 | As Aventuras de Poliana | Marcelo Pessoa (jovem)        | Vários Capítulos em "Flashback"                            |
| 2018 | Terrores Urbanos        | Renato                        | Episódio: "A Loira do Banheiro"                            |
| 2018 | Jesus                   | Filipe de Betsaida            |                                                            |
| 2019 | Carcereiros             | Lucas                         | Episódio: "Medicina Legal" Episódio: "Liberdade Assistida" |
| 2021 | As Five                 | Kleber                        | Episódio: "Hard Labor" Episódio: "Tsunami"                 |

### Cinema
| Ano  | Título                                        | Personagem               |
| ---- | --------------------------------------------- | ------------------------ |
| 2008 | Bicho                                         | Carlos                   |
| 2009 | Ernesto no País do Futebol                    |                          |
| 2012 | 2 Coelhos                                     | Menino que xinga Maicon  |
| 2015 | Ausência                                      | Serginho                 |
| 2022 | Predestinado: Arigó e o Espírito do Dr. Fritz | José Tarcísio de Freitas |

## Prêmios e indicações
| Ano  | Prêmio                                     | Categoria               | Trabalho | Resultado | Ref   |
| ---- | ------------------------------------------ | ----------------------- | -------- | --------- | ----- |
| 2014 | Festival do Rio                            | Melhor Ator             | Ausência | Venceu    | [ 7 ] |
| 2014 | Festival Aruanda do Audiovisual Brasileiro | Melhor Ator             | Ausência | Venceu    | [ 8 ] |
| 2016 | Prêmio Guarani de Cinema Brasileiro        | Melhor Revelação do Ano | Ausência | Indicado  |       |